# 伊藤修二
伊藤 修二（いとう しゅうじ、1942年11月1日 - ）は、日本の経営者。ヤマハ社長を務めた。

## 来歴・人物
静岡県出身。1965年に慶應義塾大学経済学部を卒業し、同年に日本楽器製造(のちのヤマハ)に入社。1988年6月に取締役に就任し、1993年7月に常務、1997年6月に専務を経て、2000年4月には社長に就任。2007年6月に会長に就任。